# Banda Neira (ville)
Pour l’article homonyme, voir Banda Neira.
Banda Neira est une ville d'Indonésie, chef-lieu du district de l'archipel des îles Banda, dans la province des Moluques.
Située sur l'île de Banda Neira, sa population avoisine les 7 000 habitants, soit la moitié de la population totale de l'archipel.

## Lieux et monuments
- Fort Nassau (en) XVIe siècle, le premier fort hollandais construit sur l'île de Banda Neira afin de contrôler le commerce de la noix de muscade.
- Fort Belgica,  XVIIe siècle.